# Пшибишови
Пшибишови (пол. Przybyszowy) — село в Польщі, у гміні Конське Конецького повіту Свентокшиського воєводства.
Населення — 166 осіб (2011).
У 1975-1998 роках село належало до Келецького воєводства.

## Демографія
Демографічна структура на день 31 березня 2011 року:
|          | Загалом | Допрацездатний вік | Працездатний вік | Постпрацездатний вік |
| -------- | ------- | ------------------ | ---------------- | -------------------- |
| Чоловіки | 83      | 15                 | 58               | 10                   |
| Жінки    | 83      | 17                 | 44               | 22                   |
| Разом    | 166     | 32                 | 102              | 32                   |